# Гог-Кана
Гог-Кана (нід. Hoog Kana) — селище в нідерландській провінції Гелдерланд. Входить до муніципалітету Бюрен. Перша згадка про селище датується 1994 роком. Наразі у селищі нараховується близько 70 будинків.